# Phintella incerta
Phintella incerta là một loài nhện trong họ Salticidae.
Loài này thuộc chi Phintella. Phintella incerta được Wanda Wesołowska & Anthony Russell-Smith miêu tả năm 2000.